# Luna–10
A Luna–10 (E-6S-206) második generációs szovjet holdautomata, a Luna-program része. A Hold első mesterséges holdja lett.

## Küldetés
Tervezett feladat: a Hold megközelítése – körpályára állás, felületének fényképezése és a Hold körüli térség kutatása. Repülés közben a kozmikus sugárzás, a napszél, a mikrometeoritok, az interplanetáris anyag és a Hold mágneses terének vizsgálata.

## Jellemzői
Építette és üzemeltette az OKB–1 (oroszul: Особое конструкторское бюро №1, ОКБ-1), később Lavocskin-tervezőiroda.
1966. március 31-én a bajkonuri indítóbázisról, egy háromlépcsős, párhuzamos elrendezésű Molnyija hordozórakétával (8K78) állították Föld körüli parkolópályára. Az orbitális egység pályája 88,52 perces, 51,8 fokos hajlásszögű, elliptikus pálya adatai: perigeuma 195 kilométer, apogeuma 212 kilométer volt. Az utolsó fokozat hajtóművének újraindításával segítették elérni a szökési sebességet. Három ponton stabilizált (Föld, Hold és Nap központú) űreszköz. Április 1-jén 240 000 kilométeres földtávolságban pályakorrekciót hajtottak végre a hideggáz-fúvókák segítségével.
Felépítése: szállító-, valamint fékezőegység, vezérlőegység, csillagérzékelő (tájolás), orientációs gáztartály és hideggáz-fúvókák, kormányhajtóművek, fékezőegység, üzemanyagtartályok és fékező hajtómű. Az önálló holdszputnyik belsejében rádiórendszer (adó-vevő), áramforrások, hőszabályzó, antennák; felületén plazmadetektor, radiométer, szcintillációs gamma-spektrométer, magnetométer. Áramellátását vegyi akkumulátorok biztosították.
Az április 3-án végrehajtott fékezést követően 20 másodperccel levált az önálló holdszputnyik, Hold körüli pályára állt. Keringési ideje 2 óra 58 perc volt. A Hold körüli pályára állásával két új fogalom került meghatározásra: periszelénium – a Holdhoz legközelebb eső pontja, az első keringésnél: 350 kilométer, és az aposzelénium – a Holdtól legtávolabb eső pontja, az első keringésnél 1017 kilométer.
Az alapkutatáson túli feladata segíteni a Hold alakjának és tömegének pontosabb meghatározását. Működése során kilenc, a holdfelszín tanulmányozására szolgáló gamma-sugárzási spektrumot, a Hold körüli térség 10 mágneses metszetét, 74 pályamérési adatrendszert és 17 sugárzási, röntgen-fluoreszcenciás mérési sorozatot szolgáltatott. Két hónapon keresztül működött, 460 Hold körüli keringés alatt 219 rádiókapcsolatot létesített. 56 napos élettartamot követően, az akkumulátorok kimerülése miatt az utolsó kapcsolat május 30-án volt.

## Tudományos eredményei
- a Hold (vagy más égitest) első mesterséges műholdja
- a holdi medencék talaja a bazaltra hasonlít
- a pályamérések meghatározták, hogy a Hold szabálytalan körte alakú
- mágneses tere gyakorlatilag nincs
- a Hold közelében a mikrometeorok sűrűsége 100-szor akkora, mint a bolygóközi térségben

## Külső hivatkozások
- Luna–10. zarya.info. [2012. december 26-i dátummal az eredetiből archiválva]. (Hozzáférés: 2013. január 18.)
- Luna–10. astronautix.com. (Hozzáférés: 2013. január 18.)
- Luna-10. skyrocket.de. (Hozzáférés: 2013. január 18.)
- Luna-10. ib.cas.cz. [2013. október 13-i dátummal az eredetiből archiválva]. (Hozzáférés: 2013. január 18.)

| Elődje: Koszmosz–111 | Luna-program 1963–1968 | Utódja: Luna–11 |